# リンカーン・MKS
MKS（マーク・エス）は、フォードが製造し、リンカーンブランドで販売していた自動車である。

## 概要
2006年の北米国際オートショーに出品されたコンセプトカー「MKSコンセプト」をルーツとし、その後市販仕様が発表され、2008年6月に発表、発売が開始された。
販売は北米だけにとどまらず、韓国などでも行われている。
生産はフォード・モーターのイリノイ州シカゴ工場。2006年に生産が中止されて空白となったリンカーン・LSの後継車という位置づけであると同時に、リンカーンブランドのセダンにおける最上級車種という役割も担う。
プラットフォームはフォード・トーラスと共有。エンジンはリンカーン・MKXと共通3.7LのV型6気筒を搭載するが、トーラスと共通のハイパワー版（直噴ツインターボ）ゆえ出力は273PSに引き上げられている。
駆動方式は基本はFFでプラス2000ドルで4WDも選択可能。サスペンションは、フロントにマクファーソンストラット、リアにマルチリンクを採用する。 
最上級セダンらしく、AFSつきディスチャージヘッドランプ、リアビューカメラ、フルオートエアコン、イモビライザー付きキーレスエントリー、レザーシート（シートヒーター付き・前席はシートクーラー＆ヒーター）など盛りだくさんの快適装備が設定される。
2016年をもって生産終了となった。後継車種はコンチネンタル。